# 佐藤未来
佐藤 未来（さとう みく、1998年1月1日 - ）は、日本の元子役。埼玉県出身。ムーン・ザ・チャイルドに所属していた。

## 主な出演作品

### テレビドラマ
- 月曜ドラマスペシャル 弁護士高見沢響子4（2001年5月7日、TBS） - 加納真希 役
- 九龍で会いましょう（2002年4月 - 6月、テレビ朝日） - 赤沢マリ 役
- ナショナル劇場 こちら本池上署1 - 4（2002年 - 2004年、TBS） - 菊川（堂上）トモ 役
- あした天気になあれ。 第1話（2003年10月11日、日本テレビ）
- 光とともに…〜自閉症児を抱えて〜（2004年4月、日本テレビ） - ユカ 役
- 月曜ミステリー劇場 ペルソナの微笑（2004年5月3日、TBS） - 矢代あかり 役
- ドラマ30 スウとのんのん（2005年2月7日 - 4月1日、CBC） - 高原のぞみ役
- エンジン（2005年4月18日 - 6月27日、フジテレビ） - 園部葵 役
- 緋の十字架（2005年10月 - 12月、東海テレビ） - 薫（幼少） 役
- 月曜ミステリー劇場 横山秀夫サスペンス・三ッ鐘署シリーズ「深追い」（2005年11月7日、TBS） - 高田鮎子 役
- 金曜エンタテイメント ナース&婦警（2006年、フジテレビ） - 黒田美久（幼少） 役
- 大河ドラマ 功名が辻 第31話（2006年8月6日、NHK） - 加乃 役
- 虹を架ける王妃（2006年11月24日、フジテレビ） - 李方子（幼少） 役
- 水曜ミステリー9 顔のない女〜久留島刑事の報告書（2007年1月17日、テレビ東京）
- わたしたちの教科書（2007年、フジテレビ） - 仁科朋美（幼少） 役
- 金曜プレステージ 白衣の天使は見た!! 外科病棟殺人カルテ（2008年12月12日、フジテレビ）
- ABUアジア子どもドラマシリーズ 図書館（2009年7月27日、NHK教育） - みさこ 役
- 連続テレビ小説 ゲゲゲの女房 第1週（2010年、NHK） - 飯田布美枝（10歳） 役
- 明日の光をつかめ1・2（2010年・2011年、東海テレビ） - 横山沙也加 役

### 映画
- CASSHERN（2004年4月24日、松竹） - 坂本 役
- エクステ（2007年2月17日、東映） - 水島マミ 役
- 母べえ（2008年1月26日、松竹） - 野上照美 役

### CM
- カゴメ「植物性乳酸菌ラブレ ヨーグルトタイプ 吉永小百合さんと少女編」（2007年）
- 北陸電力「エコ応援キャンペーン」（2007年）